# La pendola del destino
La pendola del destino (The Cuckoo Clock of Doom) è il ventottesimo libro della serie horror per ragazzi Piccoli brividi dello scrittore statunitense R. L. Stine.

## Trama
Michael Webster è un ragazzo di dodici anni la cui vita è perennemente tormentata dalla sorellina di sette anni Tara. Quest'ultima, infatti, lo tormenta con ogni genere di dispetti, ad esempio: ruba di nascosto il berretto ad un bullo facendogli credere che sia stato Michael, che viene così picchiato e lo umilia di fronte a Lisa, la ragazza che gli piace. Inoltre, ha reso il suo dodicesimo compleanno il giorno più brutto della sua vita, danneggiando la sua nuova bicicletta, scartando i regali al posto suo, raccontando a Lisa che gli piace e facendolo cadere con la torta di fronte agli invitati. In tutto ciò, i suoi genitori non credono mai che sia Tara a fargli tutti quei dispetti, che quindi non viene mai punita, mentre la colpa viene sempre data solo a Michael.
Un giorno, il signor Webster torna a casa con un antico orologio a pendolo che allo scoccare di ogni ora fa uscire un uccellino a cucù da una fessura. Sul lato, l'orologio ha anche un quadrante che segna l'anno in corso. Il padre di Michael dice che per ben quindici anni aveva ammirato quell'orologio in un negozio di antiquariato, ma è riuscito ad acquistarlo solo ora perché il negoziante ha scoperto che ha un piccolo difetto. Dopo aver visto il padre ammonire Tara di non toccare l'orologio, per averla sorpresa a farlo, Michael ha l'idea di danneggiarlo per far sì che finalmente i genitori la riconoscano colpevole e la puniscano. Così, allo scoccare della mezzanotte, il ragazzo riesce a torcere la testa all'uccellino finto, girandola al contrario.
Ma la mattina dopo, Michael scopre che il tempo è andato all'indietro, di nuovo al suo dodicesimo compleanno. Dopo aver ripetuto la giornata, con le umiliazioni e gli scherzi inflitti da Tara, il ragazzo prova ad andare a dormire, ma alle tre di notte decide di andare ad avvertire i genitori di quello che sta accadendo. Loro però non gli credono e gli rivelano che mancano ancora due giorni al suo compleanno. Michael capisce allora che il tempo sta continuando ad andare a ritroso e intuisce che la cosa ha a che fare con l'orologio a cucù. Tuttavia, quando va nel salotto per risistemarlo, scopre che è sparito, poiché il padre non lo ha ancora comprato. Il giorno dopo, Michael ri-subisce l'umiliazione di Tara che lo mostra, mentre si sta cambiando, a Lisa e alle sue amiche e, quando alla sera prova a rispiegare ai parenti il tempo che procede all'indietro, non viene creduto. Il giorno dopo gli viene ripetuto il pestaggio da parte del compagno in seguito al furto del berretto.
Quando il giorno successivo si sveglia e va a scuola, scopre che è tornato ai suoi otto anni in una notte e che frequenta ancora le elementari. Tornato a casa subisce nuovamente un'angheria da parte di Tara, anche se adesso ha tre anni. Il giorno dopo scopre di essere ringiovanito di un altro anno. Si ricorda allora che il padre desiderava l'orologio a pendolo già da quindici anni e che questo quindi in quel momento deve trovarsi ancora nella bottega. Alla fine della scuola riesce a raggiungere con l'autobus il negozio, ma lo trova chiuso per ferie. Viene poi avvistato dal padre, che lo riporta a casa. Il giorno dopo, al risveglio, scopre con orrore di avere ormai cinque anni: Tara non è ancora nata e lui frequenta la scuola materna. Anche con la notte successiva ringiovanisce di un anno e stavolta subisce atti di bullismo da parte di Lisa e della sua amica Jenny (molto prepotenti da piccole), che finiscono per obbligarlo a scalare un albero finché non cade e si rompe un braccio.
Quando si sveglia la mattina dopo, è ormai un bambino di un anno. Fortunatamente, i suoi genitori si recano proprio nel negozio in cui si trova l'orologio e Michael, seppur con molta fatica, riesce a raddrizzare la testa all'uccellino e a riportare il quadrante con gli anni al 1995, anno dell'inizio della vicenda, ritrovandosi per la terza volta al giorno del suo dodicesimo compleanno. Tuttavia, il ragazzo si rende conto che qualcosa non quadra, poiché sembra che Tara non sia mai nata. Riesce comunque a festeggiare il suo compleanno senza che la sorella glielo rovini e anche i giorni successivi, fino a quando il padre non porta a casa la fatidica pendola. Guardandola, Michael scopre qual era il difetto di cui il negoziante si era accorto: sul quadrante a lato manca il 1988, l'anno di nascita di Tara, che quindi non esiste. Michael dice allora che probabilmente esiste un modo per tornare indietro a riprenderla e aggiunge con ironia che forse un giorno lo avrebbe fatto. Forse.

## Episodio televisivo
Il libro è stato adattato per la serie televisiva Piccoli brividi nell'omonimo episodio. L'adattamento presenta però molte differenze rispetto al libro:
- Nell'episodio televisivo Micheal passa dai dodici ai sei anni e infine a circa un anno di età. Nel libro i passaggi sono più brevi e numerosi: dodici, otto e sette anni, asilo, scuola materna e un bimbo piccolo.
- Nell'episodio televisivo sono state omesse diverse parti del libro, come quando Tara fa picchiare Micheal da un suo compagno o lo mostra ad alcune ragazze mentre si sta cambiando.
- Quando il padre dice a Tara di non toccare l'orologio, nell'episodio è molto più arrabbiato che nel libro.
- Nell'episodio televisivo la camera di Tara si trasforma nello studio del padre di Micheal, nel libro nella camera del ragazzo.
- Nell'episodio televisivo è Michael stesso a staccare accidentalmente l'anno 1988 dall'orologio mentre cerca di sistemarlo, nel libro di questo non si fa cenno. Inoltre, una volta tornato ai suoi dodici anni, è suo padre ad accorgersi di questo difetto, non lui.

## Edizioni
- R. L. Stine, La pendola del destino, traduzione di Daniela Padoan, collana Piccoli brividi, Arnoldo Mondadori Editore, 1997,  p. 142, ISBN 88-04-42400-1.